# Jean Bourgknecht

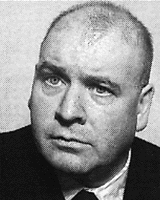

Jean Bourgknecht (Fribourg, 16 september 1902 - aldaar, 23 december 1964) was een Zwitsers politicus.
Bourgknecht werd in 1902 geboren als zoon van Louis en Eugénie-Louise Bourgknecht. Jean Bourgknecht studeerde rechten (doctoraat in 1926) en werkte daarna op het kantoor van zijn vader. Van 1936 tot 1947 was hij voorzitter van de gerechtskamer van Fribourg en van 1937 tot 1947 tevens voorzitter van de landelijke gerechtskamer. Van 1950 tot 1959 was hij gemeentepresident van Fribourg en in 1951 werd hij voor de Christendemocratische Volkspartij in het parlement (Nationale Raad) gekozen, dat voor het eerst met de toverformule werkte. Vanaf 1956 vertegenwoordigde hij het kanton Fribourg in de Kantonsraad (Ständerat). In hetzelfde jaar werd hij tevens voorzitter van de Christendemocratische Volkspartij.
Van 17 december 1959 tot 30 september 1962 was Bourgknecht lid van de Zwitserse Bondsraad. Hij trad wegens ziekte af. Jean Bourgknecht beheerde als lid van de Bondsraad het Ministerie van Financiën.